# Achaius productus
Achaius productus är en stekelart som först beskrevs av Tosquinet 1903.  Achaius productus ingår i släktet Achaius och familjen brokparasitsteklar. Inga underarter finns listade i Catalogue of Life.